# 伏見藩
伏見藩（日语：／ Fushimi-han */?）是日本山城國紀伊郡伏見的藩，慶長12年閏4月29日（1607年6月23日）創藩，元和5年（1619年）7月廢藩，石高是50,000石，藩廳是伏見城。

## 歷史
慶長12年閏4月29日（1607年6月23日），松平定勝從遠江掛川藩30,000石加增至伏見50,000石，其子松平定行則繼承定勝原本在掛川的領地。定勝作為伏見城代與京都所司代板倉勝重一同應對畿内事宜，德川家康和德川秀忠上洛時也負責護衛等等。翌年11月，伏見藩領地劃為伏見一帶10,000石以及近江國滋賀郡和高島郡內40,000石，另外也獲賜在緊急情況時用作支援士兵的城米20,000石。
慶長19年（1614年），大坂夏之陣爆發，定勝作為伏見城代封鎖來往大坂、京都、和泉國和河內國的道路，元和元年（1615年）爆發的大坂冬之陣時則駐守於二條城。元和3年7月14日（1617年8月15日），定勝獲加增至伊勢桑名藩110,000石，攝津高槻藩藩主內藤信正則獲加增10,000石，以50,000石入主伏見，領地為攝津國和山城國。元和5年（1619年）7月，信正改任為大坂城代，伏見城代則改制為伏見奉行，伏見藩就此廢藩，伏見城也在翌年由於一國一城令而廢城。

## 歷任
| 家名       | 家格      | 名稱     | 石高     |
| ---------- | --------- | -------- | -------- |
| 久松松平家 | 親藩 城持 | 松平定勝 | 50,000石 |
| 內藤家     | 譜代 城持 | 內藤信正 | 50,000石 |

## 註解
1. ↑  伏見現為京都府京都市伏見區伏見地區（日语：伏見市）[1]。